# Ryokkoh (Rose)
Die Rosensorte ‘Ryokkoh’ (von jap. ryokkō für „grünes Licht“, syn. ‘Chidori’, ‘Green light’, ‘Ryokko’) ist eine blassgelbe bis hellrosa gefärbte, leicht grünstichige Floribundarose, die von dem Rosenzüchter Seizo Suzuki 1886 in der Kensei Rose Nursery gezüchtet und 1991 in den japanischen Markt als ‘Chidori’ eingeführt wurde. Sie stammt von den pinkfarbenen Floribundarose ‘Bridal Pink’ (Eugene S. Boerner 1967), der lavendelfarbenen Teehybride ‘Twilight’ (Eugene S. Boerner 1955) und einem unbenannten Sämling ab.

## Ausbildung
Die buschig, aufrecht wachsende Rose ‘Ryokkoh’ bildet einen kräftigen, kompakten Strauch aus. Die Rosenpflanze wird etwa 90 cm bis maximal 140 cm hoch und 50 bis 70 cm breit. Die in kleinen Büscheln angeordneten blassgelben bis hellrosa gefärbten Blüten werden aus 17 bis 25 Petalen gebildet. Sie formen eine 5 bis 8 cm große, doppelt gefüllte Rosenblüte aus. Die hoch aufgeschlossene Rosenknospe mit eingedrehten Petalen öffnet sich später zu einer locker gefüllten Blüte, in deren Mitte die gelb-orangen Staubgefäße sichtbar werden. Die geöffnete becher- bis schalenförmige Blüte wird aus Petalen gebildet, die sich von der Mitte aus, leicht zurückbiegen. Besonders im juvenilen Blütenstadium sind die Blüten häufig leicht grünstichig.  Die Rosensorte besitzt 6 bis 8 cm große, länglich-eiförmige, ledrig glänzende dunkelgrüne Blätter, die einen starken Kontrast zu den hellen Blüten bilden. Die Rosensorte ‘Ryokkoh’ ist durch einen sehr zarten Duft charakterisiert.
Die remontierende Floribundarose ist winterhart (USDA-Klimazonen 6b bis 9b). Sie blüht anhaltend von Juni bis zum ersten Frost und ist weitgehend resistent gegenüber den bekannten Rosenkrankheiten.
Die Rosensorte ‘Ryokkoh’ gedeiht auf lehmig-humosem Boden an bevorzugt vollsonnigen Standorten. Sie eignet sich zur Bepflanzung von Rabatten und Beetbepflanzung in Gruppen.
Die Rosensorte wird in zahlreichen Rosarien und Gartenanlagen, unter anderem im Tokyo Prefecture Jindai Botanical Garden, im Kyoto Botanical Garden, im Shinomiya Rose Garden und im Echigo Hillside National Park.

## Auszeichnung
Auf der Rosenschau von Baden-Baden, auf der jährlich die besten Neuheiten der internationalen Rosenzüchtungen prämiert werden, wurde die Rosensorte ‘Ryokkoh’ im Jahr 1989 mit einer Goldmedaille ausgezeichnet.